# My Baby Loves Me
"My Baby Loves Me" is een hitsingle van de Amerikaanse meidengroep Martha & The Vandellas. Het is, net als voorganger "You've Been in Love Too Long", een van de weinige singles van de groep die niet op ook een eigen album uitgebracht werden. Ze verschenen alleen op "Greatest Hits", een album, zoals de naam al zegt, waar de grootste hits van Martha & The Vandellas tot dan toe opstonden. Hoewel het album pas in mei 1966 werd uitgebracht, verscheen "My Baby Loves Me" al in januari van datzelfde jaar op de markt. Met een 22-notering op de poplijst van het thuisland van de groep, de Verenigde Staten, was het niet een van de grootste hits, maar een plaats 3 op de r&b-lijst in hetzelfde land maakte veel goed. Daarnaast bereikte "My Baby Loves Me" ook de top 40 op de hitparade in buurland Canada.
Ondanks dat het songwriterstrio Holland-Dozier-Holland al grote hits, zoals "Nowhere to Run" en "(Love Is Like a) Heatwave", voor Martha & The Vandellas had gemaakt, werd "My Baby Loves Me" niet door hen geschreven. Het nummer in kwestie was namelijk voor de vierde keer een samenwerking tussen Ivy Jo Hunter en William "Mickey" Stevenson voor de groep. De grootste hit die Martha & The Vandellas ooit zouden uitbrengen, "Dancing in the Street", werd onder andere ook door hen geschreven. Bij het schrijven van "My Baby Loves Me" werd het duo geholpen door Sylvia Moy, die later ook nummers voor onder anderen Stevie Wonder zou gaan schrijven. Het waren wel Hunter en Stevenson die het nummer zelf produceerden. De tekst van "My Baby Loves Me" gaat erover dat de vertelster, leadzangeres Martha Reeves in dit geval, gaat over hoeveel haar geliefde van haar houdt en hoe hij haar nodig heeft. Door het succes van "My Baby Loves Me" produceerde William Stevenson ook de volgende single van Martha & The Vandellas, "What Am I Going to Do Without Your Love" genaamd. Alhoewel dit nummer ongeveer in dezelfde stijl als "My Baby Loves Me" is, werd dit nummer geen succes en wist het bij langerna de top 40 niet te halen.
Zoals eerder genoemd was Martha Reeves, zoals gebruikelijk, de leadzangeres. Het waren echter niet vaste achtergrondzangeressen Rosalind Ashford en Betty Kelly die de achtergrondzang verzorgden. In plaats daarvan waren het voor de vrouwenstemmen The Andantes, een achtergrondzanggroep die ook bij Motown onder contract stonden. Zij zongen bijvoorbeeld ook bij  Marvin Gaye, Edwin Starr en The Four Tops de achtergrondzang in. Diezelfde Four Tops waren het die de mannelijke achtergrondzang bij "My Baby Loves Me" voor hun rekening namen.
De B-kant van "My Baby Loves Me" is het nummer "Never Leave Your Baby's Side". Net als dat het geval met de A-kant werd "Never Leave Your Baby's Side" niet uitgebracht op een album. Omdat dit nummer echter slechts een B-kant was, kwam het ook niet op het album "Greatest Hits".

## Bezetting
- Lead: Martha Reeves
- Achtergrond: The Andantes en The Four Tops
- Instrumentatie: The Funk Brothers
- Schrijvers: William "Mickey" Stevenson, Sylvia Moy en Ivy Jo Hunter
- Producers: William Stevenson en Ivy Jo Hunter